# Abdelkrim El Khatib
Abdelkrim El Khatib (en àrab عبد الكريم الخطيب}) fou un metge i polític marroquí, nascut de pare algerià i mare marroquina el 2 de març de 1921 a El Jadida i mort el 28 de setembre de 2008 a Rabat, a l'edat de 87 anys. És cosí de Youcef Khatib, antic comandant de la wilaya IV del FLN (Algèria) durant la guerra d'Algèria.

## Trajectòria política
Va començar la seva carrera política a l'Istiqlal. En 1957 va crear amb Mahjoubi Aherdane el Moviment Popular, del que en serà exclòs. El 1967 va crear amb Benabdellah El Ouggouti el seu propi partit el Moviment Popular Democràtic i Constitucional (MPDC). El 1996 va unir al seu partit Abdelilah Benkirane i el Moviment per la Unitat i la Reforma (MUR) amb més de 200 associacions. Aquest últim, amb el suport a MPDC es convertirà el 1998 de Partit de la Justícia i el Desenvolupament (PJD).
Va ser el primer cirurgià marroquí després d'estudiar medicina a Algèria i França i va exercir com a metge per a Muhàmmad V del Marroc. i el primer president de la Cambra de Representants del Parlament del Marroc el 1963, càrrec que va conservar fins al 1965. També va ser Ministre de Treball i d'Afers socials del Marroc el 27 de maig de 1960, durant el govern de Muhàmmad V. El 26 de febrer de 1961 fou reconduït al mateix càrrec sota el primer govern de Hassan II. El 2 de juny de 1961 fou nomenate Ministre d'Estat encarregat d'Afers africans. La reorganització del gabinet li donarà dos càrrecs ministerials per a afers africans i ministre de Salut Pública. El 5 de gener de 1963 va assumir el càrrec de Ministre d'Estat per a afers africans i ministre de Salut Pública. Va fundar el Partit de la Justícia i del Desenvolupament el 1998.

## Resistència armada
Abdelkrim El Khatib va ajudar amb l'alliberament de Sud-àfrica acollint Mandela al Marroc i dotant-lo d'armes, diners i la formació d'homes armats. Nelson Mandela va fer un discurs històric per agrair Abdelkrim El Khatib i al Marroc el seu preciós ajut per l'alliberament de Sud-àfrica.

## Família
És l'oncle de Mohamed Saâd Hassar, Hosni Benslimane i Moulay Ismail Alaoui.